# Empresa Media
Empresa Media je česká mediální společnost a vydavatelství. Akciovou společnost vlastní a z pozice člena představenstva řídí Jan Čermák.

## Historie
Firma vznikla v roce 2000. V roce 2015 zakladatel společnosti Soukup oznámil, že minoritní podíl v této firmě získala čínská investiční společnost China Energy Company Limited (CEFC). Po pěti měsících od ohlášení vstupu čínského investora do firmy došlo k faktickému odprodeji těsně menšinového 49% podílu. Členem představenstva společnosti se tak stal i prezident evropské odnože CEFC Čchen Chaj-pching (Chen Haiping) a členkou dozorčí rady viceprezidentka evropské pobočky Marcela Hrdá, která počátkem téhož roku odešla z pozice generální ředitelky televize Barrandov.
Dne 6. září 2017 se CEFC rozhodla využít opce a svůj podíl v Empressa Media vrátit původnímu majiteli.

## Vydavatelství
Společnost vydává mj. zpravodajský týdeník Týden, měsíčník Interview, společenské týdeníky Instinkt a Sedmička, společenský čtrnáctideník Exkluziv, v minulosti vydávala mj. odborný týdeník MarketingSalesMedia, měsíčníky pro mládež Popcorn, pro dívky Top dívka, které v roce 2018 skončily, dětský časopis Animáček, nebo týdeník Faktor S.

## Televize
Společnost skrze vysílatele Barrandov televizní studio, a. s. vlastní provozuje tyto TV stanice:
- TV Barrandov – hlavní kanál pro celkové publikum
- Barrandov Kino – filmový kanál, podobá se Nova Cinema, Prima Max či Joj Cinema
- Barrandov Krimi – kriminální kanál, podobá se Prima Krimi

### Bývalé stanice
- Barrandov Family – rodinná televize
- Barrandov Muzika – hudební kanál
- Barrandov News – zpravodajský kanál
- Barrandov Plus – doplňkový kanál, podobal se Barrandov Krimi